# Fedele Papalia
Fedele Papalia (également crédité Fédélé Papalia) est un acteur français. Il a joué dans plus de 60 films.

## Filmographie (partielle)

### Télévision
- 1994 : Julie Lescaut épisode 2, saison 3 : Rapt, d'Élisabeth Rappeneau — voyou banque
- 1995 : L'instit, épisode 3-06, D'une rive à l'autre, d'Édouard Niermans : Le serveur
- 1999 : Chère Marianne, épisode La sous préfète : Le serveur du restaurant
- 1999 : The Bill, épisode Foreign Body : Capitaine Legrand
- 2000 : Avocats et Associés, épisode La preuve par le vide : Juge Calmette
- 2000 : Le Coup du lapin de Didier Grousset : Le père volé
- 2000 : Charmants voisins de Claudio Tonetti : Gianni Pastore
- 2001 : Pas vu, pas pris (téléfilm, 2001) de Dominique Tabuteau : Le secrétaire d'État
- 2001 : Largo Winch, épisode Contessa Vanessa : Hugo
- 2002 : Et demain, Paula ? de Michaël Perrotta : 1er gendarme Josy
- 2002 : L'Été rouge (mini-série) : Standardiste de nuit
- 2002 : La Surface de réparation de Bernard Favre : Guido
- 2002 : Boulevard du Palais, épisode Des secrets bien gardés : Cousin Luigi
- 2002 : Vérité oblige, épisode Belle de nuit : Franck
- 2004 : Dans la tête du tueur de Claude-Michel Rome : Homme Photo
- 2004 : La Fuite de Monsieur Monde de Claude Goretta
- 2004 : Quai n° 1, épisode Affaires de famille :  Marsala
- 2005 : Brasier d’Arnaud Sélignac : Le maire
- 2005 : Le Triporteur de Belleville de Stéphane Kurc : Matteo Bellinelli, Croix-Rouge
- 2005 : Tenerife  de Chantal Hébert (réalisatrice) et Phil Comeau : Contrôleur aérien de Gando
- 2008 : Une lumière dans la nuit d’Olivier Guignard : Fermier
- 2009 : Bulles de Vian de Marc Hollogne (comme Fédélé Papalia)
- 2009 : Seconde chance (série) : Colin
- 2012 : Ainsi soient-ils (série télévisée) : Federico Muller, l'interprète de Lao-Tsan (comme Fédélé Papalia)
- 2012 : Le Jour où tout a basculé (saison 2), épisode Ma meilleure amie a ruiné ma carrière : Jean-Charles Locatelli
- Depuis 2015 : À votre service de Florian Hessique : Tonio

### Cinéma
- 1994 : La Cité de la Peur d'Alain Berbérian : le maître d'hôtel
- 1999 : Le Voyage à Paris de Marc-Henri Dufresne
- 1999 : Les Migrations de Vladimir de Milka Assaf : Le patron du café
- 1999 : Astérix et Obélix contre César de Claude Zidi : Le légionnaire du fossé
- 2000 : L'Envol de Steve Suissa : Salvatore
- 2000 : Taxi 2 de Gérard Krawczyk : Gardien de parking
- 2001 : Vers la révolution en 2 CV de Maurizio Sciarra
- 2002 : L'Échange (film, 2002) de Laurent de Vismes (court métrage) : Homme valise 1
- 2004 : Le Bon, la brute et les zombies d’Abel Ferry (réalisateur) : Zombie forgeron
- 2007 : L'Étoile du berger de Nora Bendaouadji : M. Tozzi
- 2007 : La Môme d’Olivier Dahan : Serveur du dîner
- 2008 : Faubourg 36 de Christophe Barratier : Policier métro 1
- 2008 : 8th Wonderland de Nicolas Alberny et Jean Mach : Conseiller du président italien
- 2010 : Je ne vous oublierai jamais de Pascal Kané : Régisseur
- 2010 : Les Princes de la nuit de Patrick Levy : Angelo
- 2011 : La Ligne droite de Régis Wargnier : Chauffeur Marie-Claude
- 2014 : Le Casse des casses de Florian Hessique : le père de Nicolas
- 2018 : La Légende de Florian Hessique : Félini
- 2022 : Le Défi de Noël de Florian Hessique : Louis
- 2025 : La Tournée de Florian Hessique

## Doublage

### Films
- 2018 : Silvio et les Autres : Fedele Confalonieri (Mattia Sbragia)
- 2024 : Retour clandestin : ? (?)

### Séries télévisées
- 2022 : The Man Who Fell to Earth : voix additionnelles